# 도메닉 롬바르도지
도미닉 롬바도지(Domenick Lombardozzi, 1976년 3월 25일 ~ )는 미국의 배우이다.
브롱크스에서 태어났다.

## 출연 작품
- 탈피 (2023년) - 윌리 역
- 아이리시맨 (2019년) - 앤서니 살레르노 역
- 콜드 체이싱 (2019년) - 무스탕 역
- 스니키 피트 (2015년)
- 더 워너비 - 존 고티 (2015년)
- 스파이 브릿지 (2015년) - 브라스코 요원 역
- 겜블러 (2014년)
- 갓즈 포켓 (2014년) - 살 카피 역
- 위험한 패밀리 (2013년) - 카푸토 역
- 에브리씽 유브 갓 (2010년)
- 퍼블릭 에너미 (2009년)
- 파인드 미 길티 (2006년)
- 프리덤랜드 (2006년)
- 마이애미 바이스 (2006년)
- 칼리토 2 - 칼리토의 법칙 (2005년) - 아티 주니어 역
- S.W.A.T. 특수기동대 (2003년) - GQ 역
- 러브 인 더 타임 오브 머니 (2002년)
- 폰 부스 (2002년)
- 케이트 앤 레오폴드 (2001년)
- 더 야드 (2000년)
- 사랑을 위하여 (1999년)
- 키스 미, 귀도 (1997년)
- 브롱스 이야기 (1993년)

### 텔레비전
- 더 와이어 (2002-08)
- 안투라지 (2006-08)
- 뉴 프리즌 브레이크: 추격자 (2011-12, Breakout Kings) - 레이 잰카넬리 역
- 스니키 피트 (2015-17)
- 로즈우드 (2015-17)